# 肯尼斯·保羅·多蘭
肯尼斯·保羅·多蘭（1966年4月16日—）是一名退役加拿大足球員，在場上司職守門員。

## 生平

### 俱樂部生涯
多蘭的職業生涯主要在加拿大度過，效力過的球隊包括埃德蒙頓磚人、溫哥華86人和哈密爾頓鋼人。他在1990年和1991年協助溫哥華86人奪得加拿大足球聯賽冠軍。

### 國家隊生涯
多蘭在職業生涯中一共為加拿大男足上陣53場比賽，其中包括四屆共15場世界盃資格賽。1986年世界盃期間，多蘭入選加拿大男足大名單，並在對陣法國的比賽中上陣。

### 退役後
多蘭在退役後轉型為足球評述員。

## 榮譽

### 團隊
溫哥華86人
- 加拿大足球聯賽冠軍：1990、1991

 加拿大男足
- 2000年美洲金盃冠軍：2000（作為守門員教練）

### 個人
- 加拿大足球名人堂：2004